# زبابة باسفيكية
زبابة باسفيكية (الاسم العلمي: Sorex pacificus) (بالإنجليزية: Pacific Shrew)‏ هو نوع من الحيوانات يتبع جنس الزبابة من الفصيلة الزبابات.